# 이간난
이간난(李干蘭, 1814년 ~ 1846년 9월 20일)은 조선의 천주교 박해 때에 순교한 한국 천주교의 103위 성인 중에 한 사람이다. 세례명은 아가타(Agatha)이다.
그녀는 1846년 7월 11일에 현석문 가롤로의 집에서 체포된 신심 깊은 여성들 중 한 사람이다.

## 생애
이간난은 1813년에 한양에서 한 이교도 부모 밑에서 태어났다. 그녀는 18세에 결혼했지만, 3년 만에 남편을 여의고 친정으로 돌아왔다.
1834년에 그녀는 천주교에 대한 이야기를 들었다. 그녀는 재혼을 거부했으며 그녀의 어머니에게 천주교 신자를 만나게해 달라고 부탁했다. 그녀의 외할머니가 천주교 신자였으므로, 외할머니는 이간난과 그녀의 어머니와 오빠를 가르쳤다. 그들은 모두 (청국인 사제) 유방제 신부에게 세례를 받았다. 이간난의 아버지는 완고한 이교도였다. 그는 가족이 천주교 세례를 받은 사실을 알고는 화가 나서 이간난을 그녀의 선부의 고향으로 보냈고 아내와 아들을 경상도로 보냈다. 이간난은 아버지의 말을 따라 선부의 고향으로 내려갔고, 시댁의 모든 사람들에게 친철했다. 시댁 사람들은 그녀가 천주교 신자가 된 것을 기뻐했다.
이간난은 얼마간의 돈을 모아서 집을 한 채 샀고, 거기서 교우들과 함께 살았다. 그녀는 매우 독실했으며, 빈번히 단식했다. 교우들은 그녀에게 감복하였고, 그녀는 거울처럼 청명하며 눈처럼 순수하다고 말했다.
1846년 5월 김대건 신부가 체포되자, 이간난은 포졸들의 수색을 피해 현석문이 새로 이사간 집에 피신해 있던 중 7월 11일에 현석문, 정철염, 김임이, 우술임 등과 함께 체포되었다. 관찬 기록(《승정원일기》)에 따르면, 그들은 두 달 이상을 수감되어 있었으며 가혹한 심문과 고문을 받았지만, 배교치 않았다고 한다.
1846년 9월 20일에 이간난은 여섯 명의 교우와 함께 장살형을 받았고 그것으로 반죽음이 된 상태에서 교수형을 받아 순교하였다. 그때 이간난은 나이 33세였다.

## 시복 · 시성
이가난 아가타는 1925년 7월 5일에 로마 성 베드로 광장에서 교황 비오 11세가 집전한 79위 시복식을 통해 복자 품에 올랐고, 1984년 5월 6일에 서울특별시 여의도에서 한국 천주교 창립 200주년을 기념하여 방한한 교황 요한 바오로 2세가 집전한 미사 중에 이뤄진 103위 시성식을 통해 성인 품에 올랐다.

## 참고 문헌
- 가톨릭 사전: 이간난
- Catholic Bishop's Conference Of Korea. 103 Martryr Saints: 이간난 아가타 Agatha Yi Kan-nan 보관됨 2014-12-28 - 웨이백 머신